# کتیبه‌های کونتیلت عجرود

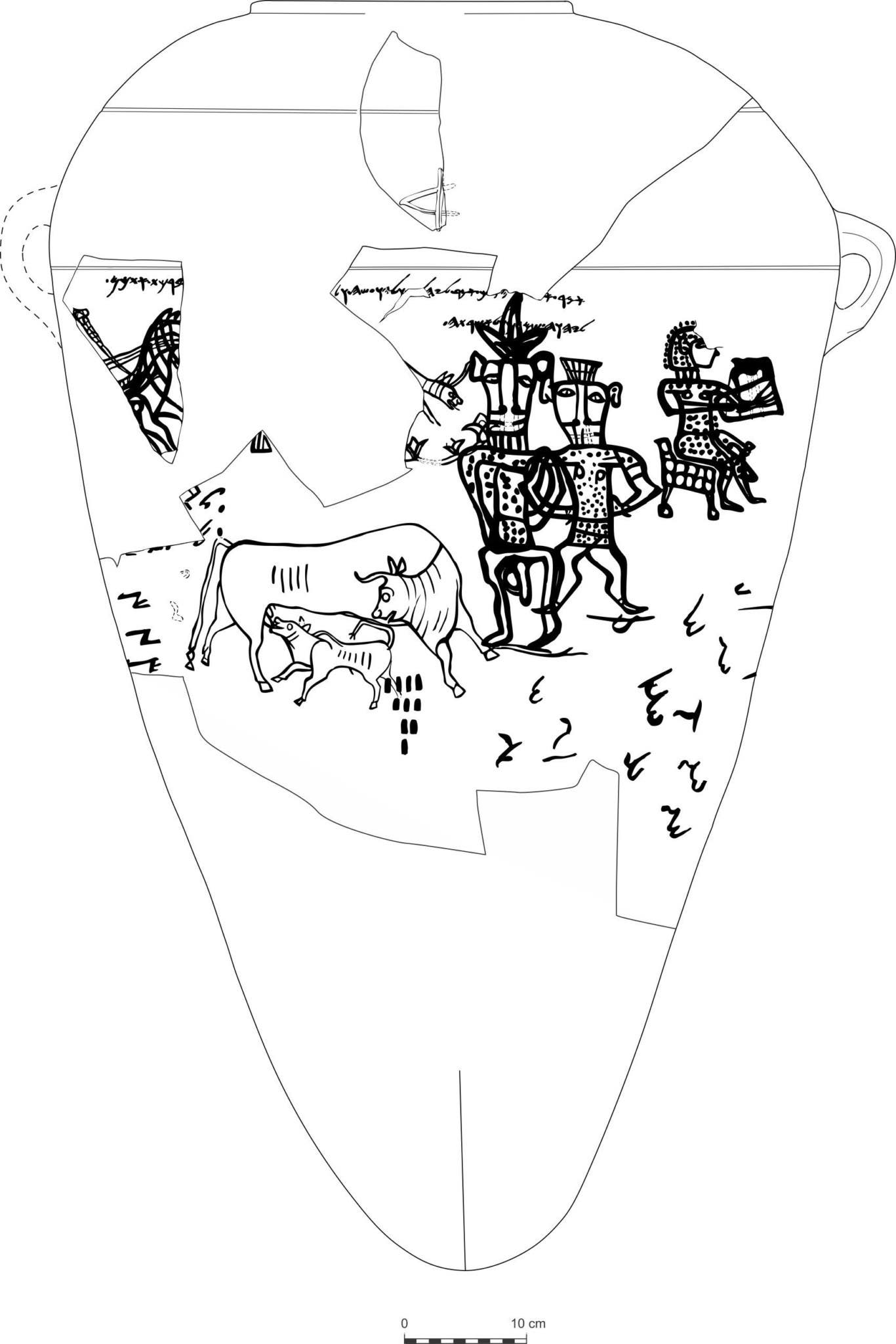
پیتوس A در کونتیلت عجرود. پیتوس B تصویری درخت مانند را نشان می‌دهد که ممکن است اشیره باشد.

کتیبه‌های کونتیلت عجرود (انگلیسی: Kuntillet Ajrud inscriptions) توصیف هنری که حاوی یهوه است که در و نزدیک یک آمفورا یافت می‌شود. تاریخ آنها به پایان قرن هشتم قبل از میلاد می‌رسد در شبه‌جزیره سینا یافن شده‌است. آنها در حفاری‌های ۱۹۷۵–۱۹۷۶، در طول اشغال شبه‌جزیره سینا توسط اسرائیل، کشف شدند، اما تا سال ۲۰۱۲ یا احتمالاً ۲۰۲۳ به‌طور کامل منتشر نشدند.
کتیبه‌های «تکان‌دهنده» و «بسیار بحث‌انگیز» به دلیل تأثیری که در حوزه‌های خاور نزدیک باستان و مطالعات کتاب مقدس داشته‌اند، «پیتوی‌هایی که هزار مقاله راه‌اندازی کرد» نامیده شده‌اند. و پاسخ به بسیاری از سوالات در مورد رابطه یهوه و اشیره.

## کتیبه‌ها
در یکی از کتیبه‌های کونتیلت عجرود گاوی ظاهر می‌شود که به گوساله‌اش غذا می‌دهد. این موتیف مبهم شیرخوار نمونه‌های متنوعی دارد.
بر روی کتیبه ای دیگر حک شده‌است: مبارک یهوه و اشیره‌اش (به معنی همسرش اشیره نیز ترجمه شده‌است). این تقدیم ساده که به زبان عبری به وضوح توسط یک اسرائیلی نوشته شده‌است، مستلزم تلاشی خام برای تعریف و تمجید از یهوه با پیوند دادن او با الهه محبوب اشره (همسر ال (خدا) در دین کنعانی) است که نشان می‌دهد که تکامل توحید در اسرائیل هر چیزی جز یک مسیر ساده یا سرراست را دنبال کرده‌است.
جی. ادوارد رایت، رئیس مرکز مطالعات یهودی آریزونا و مؤسسه تحقیقات باستان‌شناسی آلبرایت، ابراز کرده‌است که موافق است که چندین کتیبه عبری به «یَهُوَه و اشره» اشاره می‌کند. رایت گفت: «بسیاری از ترجمه‌های انگلیسی ترجیح می‌دهند «اشره» را به «درخت مقدس» ترجمه کنند.» «به نظر می‌رسد که این امر تا حدی ناشی از یک تمایل مدرن است که آشکارا از روایت‌های کتاب مقدس الهام گرفته شده‌است تا یک بار دیگر اشیره را پشت پرده پنهان کند.»
شواهد برای پرستش اشره شامل ترکیبی از شمایل نگاری قرن هشتم قبل از میلاد و کتیبه‌های کونتیلت عجرود کشف شده در کونتیلت عجرود در صحرای شمالی شبه‌جزیره سینا استجایی که یک کوزه ذخیره‌سازی سه شکل انسان‌نما و چندین کتیبه را نشان می‌دهد.کتیبه‌های یافت شده به «یهوه سامره و اشره او» و «یهوه تمان و اشره او» اشاره دارد.
محققان بر این باورند که اشیره زمانی به عنوان همسر یهوه، خدای ملی اسرائیل پرستش می‌شد.
بین قرن دهم قبل از میلاد تا آغاز تبعید آنها به بابل در سال ۵۸۶ قبل از میلاد، چندخداپرستی در سراسر اسرائیل که منظر مذهبی آن شبیه همسایگانش بود، عادی بود. اما زمانی که آنها خدای ملی بدون ملت داشتند، یک ناهماهنگی الهیاتی به وجود آمد و پرستش انحصاری یهوه «پایه ایمان جدیدی شد که سنت‌های باستانی را شکست.»